# 清和學園前停留場

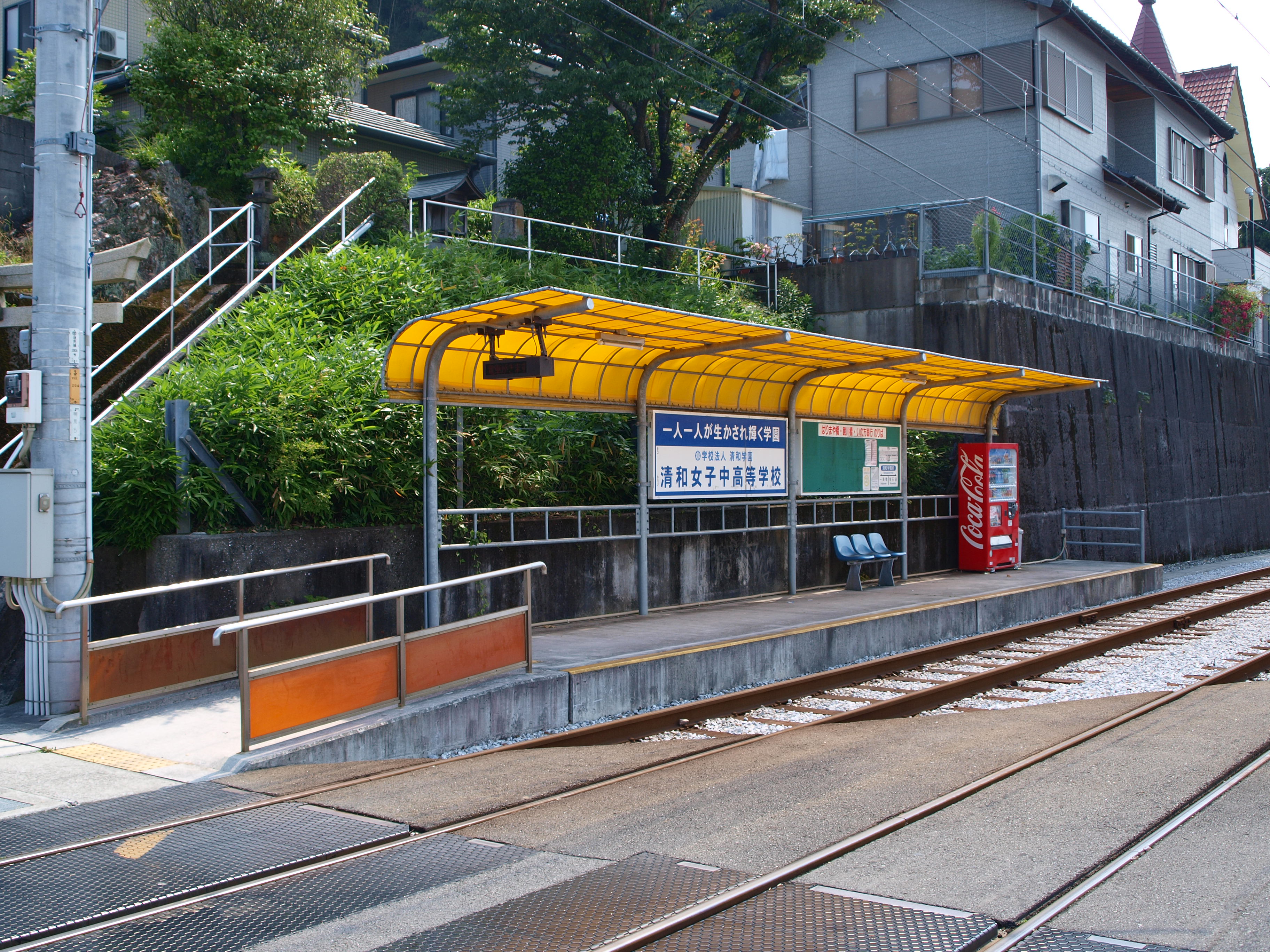
播磨屋橋方向乘車處全景

清和學園前停留場（日语：／ Seiwagakuen mae teiryūjō */?），是位於高知縣高知市大津，土佐電交通後免線的電車站。
此電車站與鄰站一條橋停留場之間的距離只有63米（或84米），為日本最短車站之間距離。

## 歷史
在1985年（昭和60年）9月，隨著清和女子中學·高等學校從高知市本宮町遷移至此地，為了方便學生上學，因此新設此電車站。當時一條橋停留場已經存在，在當地居民要求下保留了該電車站，結果造成了2座電車站非常接近的情況。
- 1985年（昭和60年）9月10日 - 土佐電氣鐵道電車站啟用[5]。啟用日期實際是9月14日[6]。
- 2004年（平成16年） - 後免町方向設置月台。
- 2014年（平成26年）10月1日 - 土佐電氣鐵道、高知縣交通（日语：高知県交通）和土佐電Dream Service（日语：土佐電ドリームサービス）合併，土佐電交通成立[7]。成為土佐電交通的電車站。

## 電車站構造
電車站是建造在專用路軌上，設有2面2線的相對式乘車處。電車站北邊為後免町方向，南邊為播磨屋橋方向。

## 電車站周邊
此電車站與鄰站一條橋停留場之間，電車線會跨越一條河流，電車線跨越該河流的名稱為明見川橋樑。由於在電車站63米外設有鄰站一條橋停留場，因此此電車站可以直接望到該電車站。
- 清和女子中學·高等學校（日语：清和女子中学校・高等学校）
- 天竺神社
- 國道195號（日语：国道195号）

## 相鄰電車站
土佐電交通
後免線
一條橋－清和學園前－領石通

## 注腳
1. 1 2 3  《土佐電鉄が走る街 今昔》88頁
2. ↑  . 高知新聞社. 1998: 83. ISBN 4-87503-268-4 （日语）.
3. 1 2 3 4  乗りものニュース編集部. . 乗りものニュース. メディア・ヴァーグ. 2016-12-03  [2017-06-03]. （原始内容存档于2021-03-10） （日语）.
4. ↑  伊藤博康. . 創元社. 2014: 204. ISBN 978-4-422-24069-5 （日语）.
5. ↑  今尾惠介（監修）. . 11 中国四国. 新潮社. 2009: 61. ISBN 978-4-10-790029-6 （日语）.
6. ↑  《土佐電鉄が走る街 今昔》100頁
7. ↑  上野宏人. . 毎日新聞 (毎日新聞社). 2014-10-02 （日语）.
8. 1 2 3  川島令三. . 【図説】 日本の鉄道. 第2巻 四国西部エリア. 講談社. 2013: 35・91頁. ISBN 978-4-06-295161-6 （日语）.